# Paul Ewan Wilson
Paul Ewan Wilson (* in England, Vereinigtes Königreich) ist ein kanadischer Theater- und Filmschauspieler.

## Leben
Wilson wurde in England geboren und wanderte im Teenageralter nach Australien aus. Während eines Ausfluges in der zehnten Klasse nach Sydney entdeckte er seine Leidenschaft für das Schauspiel dank des Stücks Les Misérables. Seine Ausbildung zum Schauspieler machte er am Victorian College of the Arts in Melbourne. Mitte der 2000er Jahre lernte er seine spätere Ehefrau kennen und zog mit ihr nach Kanada. 2008 folgte der Umzug nach Harbour Grace in Neufundland, damit die gemeinsamen Kinder in der Nähe der Großeltern aufwachsen konnten.
In Kanada wirkte er erstmals 2009 in zwei Episoden der Fernsehserie Forbidden Science in der Rolle des Harold mit. 2010 und 2014 spielte er jeweils in einer Episode der Fernsehserie Republic of Doyle – Einsatz für zwei in unterschiedlichen Rollen mit. Von 2016 bis 2018 stellte er die Rolle des Vanstone in insgesamt 15 Episoden der Fernsehserie Frontier mit. Der Antagonist schafft es im Laufe der Serie von einem Soldaten im gehobenen Dienst zum Gouverneur von Fort St. James befördert zu werden. Am Ende der dritten Staffel wird er durch eine List der Protagonisten auf dem Scheiterhaufen wegen Mordes hingerichtet. 2020 spielte er im Film Under the Weather in der Nebenrolle des Axel mit. Im Folgejahr war er in drei Episoden der Fernsehserie SurrealEstate in der Rolle des Anthony Tamblyn zu sehen. 2022 wirkte er in einer Episode der Fernsehserie Hudson & Rex mit.
Für sechs Spielzeiten spielt Wilson am Perchance Theatre und wirkte unter anderen in den William-Shakespeare-Stücken Ein Sommernachtstraum, Romeo und Julia und Macbeth mit, in letzteren als titelgebende Hauptrolle des Macbeth. 2018 wirkte er in The Seagull ebenfalls am Perchance Theatre mit. Er spielte allerdings auch an anderen Bühnen in Neufundland, wo er auch in Shakespeare-Stücken zu sehen war.

## Filmografie (Auswahl)
- 2009: Forbidden Science (Fernsehserie, 2 Episoden)
- 2010: Republic of Doyle – Einsatz für zwei (Republic of Doyle, Fernsehserie, Episode 1x03)
- 2014: Republic of Doyle – Einsatz für zwei (Republic of Doyle, Fernsehserie, Episode 6x01)
- 2016–2018: Frontier (Fernsehserie, 15 Episoden)
- 2020: Under the Weather
- 2021: SurrealEstate (Fernsehserie, 3 Episoden)
- 2022: Hudson & Rex (Fernsehserie, Episode 4x14)

## Theater (Auswahl)
- Julius Caesar, Perchance Theatre
- The Servant of two Masters, Perchance Theatre
- The Seagull, Regie: David French, Perchance Theatre
- Ein Sommernachtstraum, Perchance Theatre
- Twelft Night, Perchance Theatre
- Romeo und Julia, Perchance Theatre
- Macbeth, Perchance Theatre
- Seal Slippers, Resource Centre for the Arts
- Das Phantom der Oper, Opera on the Avalon
- The Valley, New Curtain Theatre
- Matilda, the Musical, PMP
- We Will Rock You, TADA
- Tangly, RCAT
- Leave of Absence, NCT
- Billy Elliot, Atlantic Light Theatre
- Three Days of Rain, Sweetline
- Rpock of Ages, TADA
- Next to Normal, Best Kind